# اسپنیش تاون
اسپنیش تاون (به لاتین: Spanish Town) یک شهر مهم در جامائیکا است که در سن کاترین واقع شده‌است و از سال ۱۵۳۴ تا سال ۱۸۷۲ پایتخت جاماییکا در دوران اسپانیایی ها و بریتا نیایی ها بود آثار مهمی از جمله یکی از قدیمی ترین کلیسا های انگلیکان خارج از بریتانیا قرار داردو در سال ۱۵۳۴ توسط فرانسیسکو دو گرای بنا شد و در آن زمان نام سانتیاگو دو لا وگا بر آن نهاده شد و پس از آن که در سال ۱۶۵۵ بریتانیا جاماییکا را فتح کرد نام آن را به نام امروزی تغییر داد.